# 鹿野潤
鹿野潤（日语：鹿野 潤，6月5日—），日本女性配音員。青二Production所屬。出身於大阪府。神戶大學農學院出身。身高157cm。O型血。

## 人物簡介
1999年青二塾大阪校17期生入塾，2001年青二塾大阪校17期生畢業。2009年10月31日與同事瀧下毅（也是青二Production所屬，2013年死去）結婚。
擅長方言為大阪方言。興趣有吉他、電腦、家庭菜園、仙人掌栽培。特長是彈鋼琴。

## 演出作品
※粗體字表示說明飾演的主要角色。

### 電視動畫
2002年
- 阿倍野橋魔法商店街（隨從A、奈美子小姐）
- Chobits（女僕A／女僕）

2003年
- 原子小金剛 (2003年版)（小孩）
- 初音島（烏龍麵屋店員）

2004年
- 機動戰士鋼彈SEED DESTINY（護士）

2006年
- 真仙魔大戰（護身符）

2014年
- 戰國無雙SP 真田之章

2015年
- 戰國無雙（真田信之〈少年時期〉）

### OVA
2002年
- 櫻花大戰 神崎堇 引退紀念（日语：サクラ大戦 神崎すみれ 引退記念 す・み・れ）（觀眾）

2003年
- 巨乳學園（東雲美八留[3]）

### 電影動畫
2002年
- 帕盧姆之樹

### 遊戲
2003年
- 巨乳學園（東雲美八留）

2004年
- 召喚夜響曲 鑄劍物語2（蒂納、帕蘇）
- 光明之淚（道具屋）
- NINJA GAIDEN（日语：NINJA GAIDEN）（呉葉）
- 星艦水手（日语：ふらせら）

2007年
- 戰國無雙2 猛將傳（伽羅奢）
- NINJA GAIDEN Σ（日语：NINJA GAIDEN）（吳葉）

2008年
- 無雙OROCHI 蛇魔再臨（伽羅奢）
- 符文工廠 未知大地（日语：ルーンファクトリー フロンティア）（伽羅奢、莉安娜）

2009年
- 無雙OROCHI Z（伽羅奢）

2011年
- 戰國無雙3 猛將傳（伽羅奢）
- 戰國無雙3 Z（伽羅奢）
- 戰國無雙 Chronicle（伽羅奢）
- 無雙OROCHI 2（伽羅奢）

2012年
- 戰國無雙 Chronicle 2nd（伽羅奢[4]）
- 人中之龍5 夢 實踐者（穗乃香[5]）

2014年
- 戰國無雙4（伽羅奢[6]）

2015年
- 影牢 ～另一名公主～（日语：影牢 〜ダークサイド プリンセス〜）（艾弗梅拉[7]）
- 戰國無雙4-II（伽羅奢）
- 戰國無雙4 Empires（伽羅奢）

2016年
- 戰國無雙 真田丸（伽羅奢、少年信之）

2018年
- 無雙OROCHI 3（伽羅奢）

2019年
- 戰國無雙4 DX（伽羅奢）
- 無雙OROCHI 3 Ultimate（伽羅奢）

2020年
- OVERHIT（夏洛特）

### 廣播劇CD
2002年
- 歡迎來到Pia Carrot!! 3（日语：Piaキャロットへようこそ!!3）

2003年
- 巨乳學園（祇園紀加、東雲美八留）

### 外語配音

#### 動畫
- 稻草人（英语：Scarecrow (1973 film)）（Gretchen〈Chelsea Parnell 配音〉）

### 其它
- THE MUSIC（日语：ザ・ミュージック (テレビ番組)）（旁白）
- Disney Time（日语：Disney Time）
- NTT東日本（日语：東日本電信電話） 本社TV新聞（主播）
- 聲優閒談
- HOTEL de 戰國無雙 in新宿 ～明智之章～（與綠川光共同出演）

## 音樂作品

### 角色歌曲
| 發行日期 | 標題               | 名義                                 | 曲名                | 商業搭配                     |
| 2003年   | 2003年             | 2003年                               | 2003年              | 2003年                       |
| -------- | ------------------ | ------------------------------------ | ------------------- | ---------------------------- |
| 3月26日  | 巨乳學園 萌音樂室  | 東雲美八留（鹿野潤）                 | 「」                | 廣播劇《巨乳學園》相關歌曲   |
| 2015年   |                    |                                      |                     |                              |
| 9月30日  | 戰國無雙 歌唱精選2 | 明智光秀（綠川光）、伽羅奢（鹿野潤） | 「天真爛漫☆天下無」 | 遊戲《戰國無雙系列》相關歌曲 |

## 外部連結
- 青二Production公式官網的聲優簡介 （页面存档备份，存于） （日語）